# 진주담치
진주담치(珍珠－) 또는 지중해담치는 홍합과에 속하며 학명은 Mytilus edulis이다. 길이가 9cm에 이르고 얇고 부풀어져 보이며 각정은 끝이 가늘고 꼬부라지지 않았다. 표면은 검은빛이 도는 자주색이고 안쪽 면은 푸른색이다. 족사로 조간대 바위에 붙어 살며 식용으로 쓰인다. 유럽이 원산지이며 세계에 널리 분포한다. 진주담치 공식 명칭 지중해담치이다. (종전에는 진주담치라고 불렀으나 학계에서 지중해담치를 공식 이름으로 정해 바꿔 부르기로 했다고 수산과학원은 설명했다.) http://www.knn.co.kr/155805

## 종
홍합속(Mytilus)은 다음 종을 포함하고 있다.
- 캘리포니아담치 (Mytilus californianus) Conrad, 1837
- 섭조개 또는 홍합 (Mytilus coruscus) Gould, 1861 = M. unguiculatus Valenciennes, 1858
- 진주담치 또는 지중해담치 (Mytilus edulis) 복합종
  - 진주담치 또는 홍합 (Mytilus edulis) Linnaeus, 1758 
  - 지중해담치 (Mytilus galloprovincialis) Lamarck, 1819 
  - 오스트레일리아담치 (Mytilus planulatus) Lamarck, 1826 
  - 칠레담치 (Mytilus platensis) d'Orbigny, 1842  ( = M. chilensis Hupe, 1854 )
  - † Mytilus trossulus Gould, 1850